# オレのバラッド
『オレのバラッド』は、森友嵐士の1枚目のソロアルバム。

## 内容
自身が在籍したT-BOLAN「離したくはない」のセルフカバーを収録した初のソロ・アルバム。当初は3月30日リリースだったが、東日本大震災の影響で4月20日リリースに延期した。自らカバーした「上を向いて歩こう」は歌声を取り戻すためのリハビリの中で歌い続けたという。

## 批評
CDジャーナルは「「抱きしめていたい」「キズナ」など、人生そのものを刻印したかのようなヴォーカルに心を打たれる」と評した。

## 収録曲
1. 名前のない者たち
作詞：山田ひろし・森友嵐士　作曲：森友嵐士・五味孝氏　編曲：ha-j
2. 離したくはない
作詞・作曲：森友嵐士　編曲：森友嵐士・五味孝氏
3. 歌を見つけたカナリヤ
作詞・作曲：森友嵐士　編曲：ha-j
4. 涙の壁
作詞・作曲：森友嵐士　編曲：近田潔人
5. 抱きしめていたい
作詞・作曲：森友嵐士　編曲：Face 2 fAKE
6. 誰よりオマエを愛してる
作詞・作曲：森友嵐士　編曲：五味孝氏
7. 上を向いて歩こう（原曲：坂本九）
作詞：永六輔　作曲：中村八大
8. 月ノ夜ニ
作詞・作曲：森友嵐士　編曲：五味孝氏
9. 悲しみが色を変えるまで
作詞・作曲：森友嵐士　編曲：五味孝氏
10. 祈り
作詞・作曲：森友嵐士　編曲：近田潔人
11. キズナ
作詞・作曲：森友嵐士　編曲：五味孝氏